# Wolfgang Nitschke

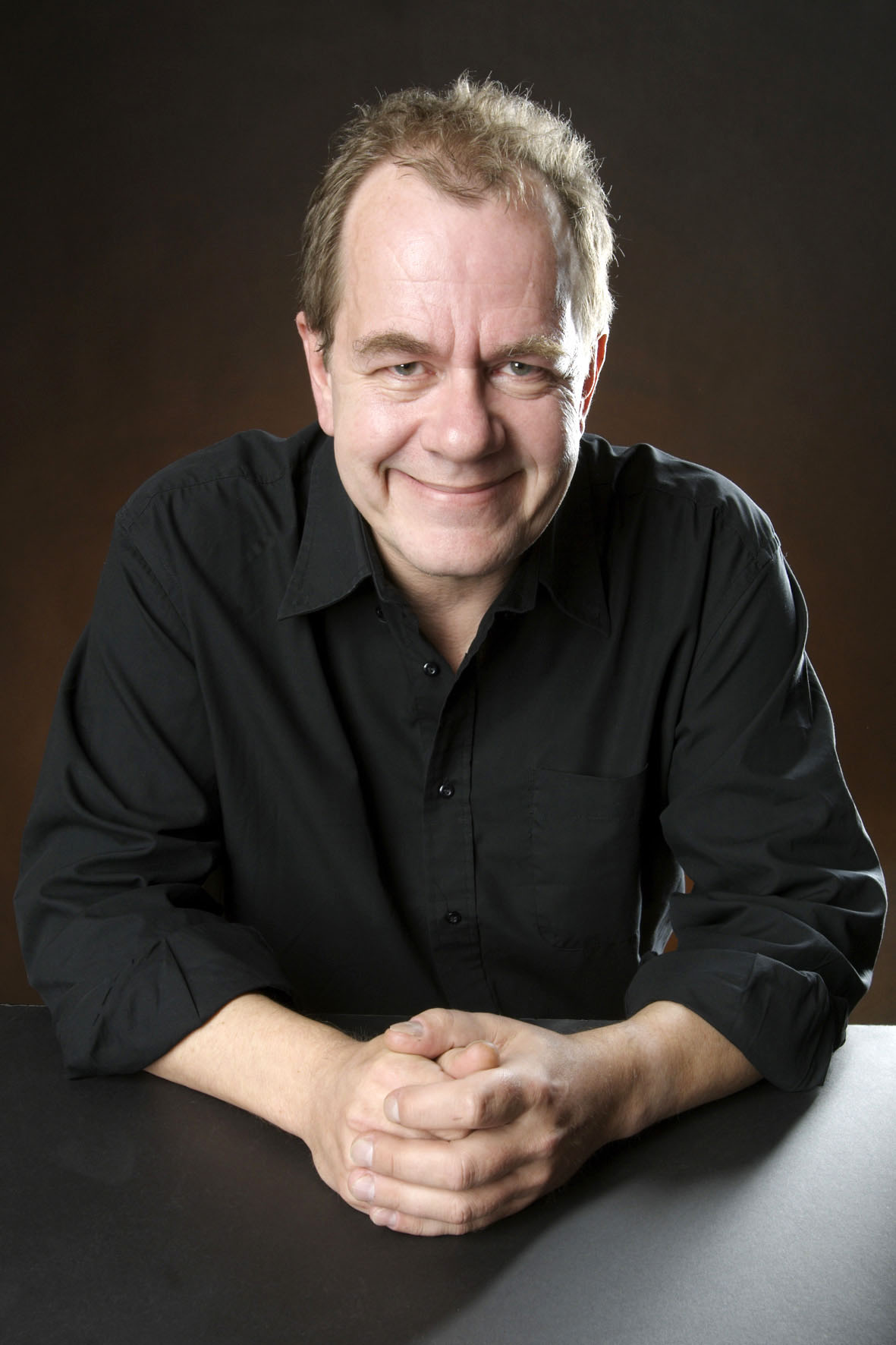
Wolfgang Nitschke

Wolfgang Nitschke (* 28. Juni 1956) ist ein deutscher Kabarettist.
Nach dem Fall der Mauer gehörte er 13 Jahre lang mit seinen Kollegen Wilfried Schmickler und Heiner Kämmer der Kölner Kabarettgruppe „3Gestirn Koelln 1“ an. 2001 konnte das Trio den „Deutschen Kleinkunstpreis“ gewinnen. Das Trio war mehrfacher Gast im WDR-Fernsehen (Mitternachtsspitzen). Am 24. Februar 2002 trennte sich die Gruppe einvernehmlich.

## Bestsellerfressen
Wolfgang Nitschke begann seine eigene Karriere unter dem Titel „Bestsellerfressen“ sowohl als Buchautor als auch als Kabarettist. Seine Begleiter zu Beginn waren Norbert Alich, zuständig für den Gesang, und Stephan Ohm am Klavier, mit denen er von 1999 bis 2002 auftrat, anschließend für ein Jahr Nessi Tausendschön und Uwe Rössler. Seit 2004 ist Nitschke solo unterwegs und seine Programme bestehen aus dem Zitieren, Kommentieren und Bloßstellen von Passagen aus Büchern von prominenten Personen, darunter Dieter Bohlen, Edmund Stoiber, Doris Schröder-Köpf, Heino, Jürgen Fliege, Dietrich Grönemeyer und dem Dalai Lama. Nicht selten geht er dabei sehr bissig und sarkastisch vor.

## Schlachtplatte
Seit Januar 2006 tritt Wolfgang Nitschke zusätzlich mehrmals im Monat zusammen mit seinen Kollegen Hans-Günter Butzko, Christian Ehring (Das Kom(m)ödchen) und Robert Griess mit den jeweils aktuellen Programmen Schlachtplatte – Die monatliche Endabrechnung in  Häusern wie dem  Bonner Pantheon, dem Düsseldorfer Das Kom(m)ödchen oder dem Kölner Senftöpfchen auf.

## Kritik
Sein Stil brachte ihm des Öfteren Kritik ein, da manche Äußerungen als „unter der Gürtellinie“ und „niveaulos“ empfunden werden. Er bezeichnete Jürgen Fliege in seinem Programm Bestsellerfressen – Das Elend hat ein Ende als „Fliegenschiss Gottes“ und einen „Sexmaniac, ein Sexmonster (...), ein Schwanzgesicht, das alles das, was bei eins schon auf den Bäumen ist, noch kompromiss- und hemmungslos wieder runterschüttelt und zusammenorgelt“.
Zudem scheut er sich nicht, vulgäre Schlagwörter in einer oftmals beleidigenden Weise zu gebrauchen.
Nitschke polarisierte u. a. auch dadurch, dass er im Booklet seiner CD Bestsellerfressen – Das Elend hat ein Ende einen empörten Leserbrief über Nitschkes Stil abdruckte. Der Brief wurde von einer Frau verfasst, die nach einem Auftritt von Nitschke an den Bonner Generalanzeiger schrieb. Der Brief schaffte es nicht in die Zeitung, so dass Nitschke ihn selbst veröffentlichte und die Gelegenheit ergriff, ihn mit einem bissigen, Nitschke-typischen Kommentar zu versehen.

## Zitate über Nitschke
- „Nitschkes vernichtendste Argumente sind die Zitate.“ (Walter van Rossum in der Süddeutschen Zeitung)
- „Nitschke, neben dem selbst Kritikerpapst Marcel Reich-Ranicki zu einem mundfaulen Vorkoster verblasst.“ (Ingo Plaschke in der WAZ)
- „Im Laufe des Programms übergoss er dann die Person Kardinal Meisners mit einem Kübel voll Schmutz und Unrat. Da half es auch nicht, dass die ein oder andere Plattitüde stilistisch gut formuliert war. Er war sich auch nicht zu primitiv an dieser Stelle noch einen Schlenker zu homosexuellen Assoziationen einzubauen (womit hat diese Gruppe es verdient, bevorzugt der Lächerlichkeit preisgegeben zu werden?). Kabarettisten, die mangels anderer Einfälle das in den Schmutz ziehen, was anderen heilig ist, haben diesen Titel nicht verdient.“ (aus einem Leserbrief, welchen Nitschke in einer seiner CDs abdruckte)

## Solo-Programme
- 2004: Solo gegen den Rest
- 2007: Hauptsache Wind
- 2010: Respekt

## Bücher
- Bestsellerfressen. Eine literarische Schlachtplatte. Mit Fotos von Ilona Klimek. Edition Tiamat, Berlin 1999, ISBN 3-89320-023-1 (Critica diabolis 84).
- Bestsellerfressen. II: Es ist angerichtet. Selbstbeweihräucherungsschmonzetten, Mitteilungsbedürfnisschriften und andere literarische Offenbarungseide. Edition Tiamat, Berlin 2001, ISBN 3-89320-042-8 (Critica diabolis 97).
- Bestsellerfressen. III: Das Elend hat kein Ende. Edition Tiamat, Hamburg 2002, ISBN 3-89320-061-4 (Critica diabolis 109).
- Bestsellerfressen. IV: Solo gegen den Rest. Edition Tiamat, Berlin 2004, ISBN 3-89320-079-7 (Critica diabolis 123).
- Bestsellerfressen. V: Hauptsache Wind. Edition Tiamat, Berlin 2007, ISBN 978-3-89320-105-1.